# Chiesa dell'Annunciazione della Beata Vergine Maria (Setteville)
La chiesa dell'Annunciazione della Beata Vergine Maria è la parrocchiale di Quero, frazione-capoluogo del comune sparso di Setteville, in provincia di Belluno e diocesi di Padova; fa parte del vicariato di Quero-Valdobbiadene.

## Storia
La pieve querese sorse probabilmente in epoca altomedievale, dato che già allora Quero era un paese di una certa importanza, trovandosi nella posizione strategica in cui il fiume Piave abbandona la montagna e inizia il suo cammino in pianura.
Nel 1235 all'interno di questa chiesa venne siglato un accordo tra il vescovo di Feltre e Belluno Eleazaro da Castello ed Ezzelino III da Romano; nella decima papale del 1297 si legge che la pieve di Quero aveva alle sue dipendenze l'ospizio di Santa Maria de Canali e le chiese di Campo, Alano e Segusino, alle quali successivamente s'aggiunsero anche quelle di Vas e di Fener.
Dalla relazione della visita pastorale del 1488 del vescovo di Padova Pietro Barozzi s'apprende che la chiesa versava in condizioni non ottimali e che al suo interno gli altari erano disposti male.
Nel 1535 la chiesa risultava riedificata da poco e non ancora completata in tutte le sue parti; in seguito al forte terremoto del 1695 l'edificio venne restaurato e consolidato.
All'inizio del Settecento fu eretto il campanile; sempre nel XVIII secolo l'interno della chiesa venne risistemato in occasione di un ampliamento. Nel 1736 il campanile fu dotato dell'orologio, mentre nel 1763 nella cella venne installata un'ulteriore campana.
Tra il 1806 e il 1816 la pieve fu oggetto di un importante rifacimento condotto su progetto di Sebastiano De Boni, che le conferì un aspetto neoclassico di ordine corinzio, per poi esser consacrata nel 1858.
Tra il 1904 e il 1906 la facciata e il tetto vennero ristrutturati.
Durante la prima guerra mondiale la chiesa fu distrutta.
La prima pietra dell'attuale parrocchiale venne posta nel 1919. Il nuovo edificio fu aperto al culto nel 1923 e consacrato nel 1924.

## Descrizione
La chiesa presenta all'interno i sei altari di San Daniele, di San Giuseppe, della Santa Croce e Caduti, di Sant'Antonio da Padova, del Sacro Cuore di Gesù e di San Girolamo Emiliani e Madonna.

Opere di pregio conservate all'interno della chiesa sono la pala raffigurante Gesù Cristo con la corona di spine, eseguita dal Tintoretto tra il 1580 e il 1583 ed originariamente conservata nella soppressa chiesa di Santa Croce a Belluno, e la tela con soggetto la Discesa di Cristo nel Limbo, dipinta nello stile di Jacopo Palma il Giovane, in deposito dalle Gallerie dell'Accademia ma proveniente dalla demolita chiesa di San Nicoletto dei Frari a Venezia.